# Radivoj Tomasevic
Radivoj Tomasevic (* 21. Juli 1978 in Frankfurt am Main) ist ein ehemaliger deutscher Basketballspieler serbisch-griechischer Abstammung. Der 1,80 Meter große Guard spielte für Bayreuth und Tübingen in der Basketball-Bundesliga, den Schweizer Erstligisten Genève Devils sowie mehrere Vereine der 2. Basketball-Bundesliga. Er war deutscher Junioren-Nationalspieler.

## Laufbahn
Der in Frankfurt am Main als Sohn einer Griechin und eines Serben geborene Tomasevic spielte bei Eintracht Frankfurt und den Offenbacher Kickers zunächst Fußball und kam erst im Alter von 16 Jahren zum Basketball.
1996 nahm er mit der Auswahl des Deutschen Basketball Bundes an der Junioren-Europameisterschaft teil, zu seinen Mannschaftskollegen gehörten dort unter anderen Dirk Nowitzki, Robert Maras und Mithat Demirel. Über die Stationen TG Landshut, BG Ludwigsburg und TK Hannover kam er 1998 zum Erstligisten Bayreuth. Dort bestritt Tomasevic im Spieljahr 1998/99 25 Bundesliga-Einsätze mit Mittelwerten von 11,2 Punkten, 2,4 Korbvorlagen und 2,3 Rebounds je Begegnung.
Zur Saison 1999/2000 kehrte er zu Eintracht Frankfurt in die zweite Liga zurück, von 2000 bis 2002 spielte er für den TV Langen ebenfalls in der zweithöchsten Klasse. Im Vorfeld der Spielzeit 2002/03 wurde er vom SV Tübingen unter Vertrag genommen und trug als Leistungsträger zum Erstliga-Aufstieg 2004 bei. Im Laufe des Bundesliga-Spieljahres 2004/05 kam Tomasevic auf 25 Einsätze in der deutschen Eliteliga und erzielte für die Tübinger dabei pro Begegnung im Schnitt 9,0 Punkte.
In der Saison 2005/06 erzielte er im Hemd des Zweitligisten MTV Stuttgart einen Punkteschnitt von 20,3 je Partie, 2006/07 verstärkte er den Schweizer Nationalligisten Genève Devils, ehe er zur Spielzeit 2007/08 nach Deutschland zurückkehrte, wo er 2007/08 für den USC Freiburg in der 2. Bundesliga ProB auflief.
Es folgte ein siebenjähriger Halt beim VfL Kirchheim in der 2. Bundesliga ProA. Von 2008 bis 2015 stand Tomasevic in Diensten der „Ritter“, mit denen er 2012 das ProA-Finale erreichte. „Unter seinem langjährigen Mentor Frenkie Ignjatovic, mit dem ihn eine enge Freundschaft verbindet, war er als basketballerischer Freigeist von Schonraum umgeben. Trotz chronischer Abwehrschwäche und einer Spielweise, die kein Risiko auslässt“, schrieb die Zeitung „Der Teckbote“ anlässlich seines Abschieds aus Kirchheim im Anschluss an das Spieljahr 2014/15.
Tomasevic schloss sich der Spielgemeinschaft Ehingen/Urspring an und führte die mit Nachwuchskräften gespickte Mannschaft im Frühjahr 2016 zum Gewinn des Meistertitels in der 2. Bundesliga ProB. Mit dem Ablauf der Saison 2016/17, die er mit Ehingen/Urspring in der 2. Bundesliga ProA bestritt, beendete Tomasevic seine Spielerlaufbahn.
Ab 2019 führte er seine Laufbahn als Trainer der U16-Jugendmannschaft beim BV Hellas Esslingen fort. Im November desselben Jahres wechselte er zur Damenmannschaft und wurde deren Trainer.